# 필리핀숲둥근잎박쥐
필리핀숲둥근잎박쥐(Hipposideros obscurus)는 잎코박쥐과에 속하는 박쥐의 일종이다. 필리핀의 토착종이다.

## 특징
작은 박쥐로 전체 몸길이는 71~79mm이고 전완장이 42~48mm, 꼬리 길이가 18~24mm이다. 발 길이는 10~12mm, 귀 길이는 18~22mm, 몸무게는 최대 12g이다. 털이 부드럽고 무성하다.

## 생태
동굴과 광산 터널, 나무 구멍 속에 은신한다. 먹이는 곤충이다. 한 번에 한 마리의 새끼를 낳는다.

## 분포 및 서식지
필리핀 제도의 보홀섬과 카탄두아네스주, 세부, 디나가트 제도, 레이테, 루손섬, 마리피피, 민다나오섬, 민도로섬, 네그로스섬, 파나이섬, 사마르섬, 시부얀섬, 시키호르주, 테블라스섬에 널리 분포한다. 해발 1,100m 이하의 일차림과 이차림에서 서식한다.